# Produktionsstrategie
Die Produktionsstrategie ist die grundsätzliche Ausrichtung eines Produktionssystems zur Herstellung von Gütern und Dienstleistungen. Sie dient dazu, die Unternehmensziele zu erreichen und die Wettbewerbsfähigkeit eines Unternehmens zu erhalten oder zu verbessern. Zur Erreichung dieser Ziele sind Produktionskonzepte und Produktionsinstrumente einzusetzen.

## Handlungsfelder
Die Ausgestaltung der Produktionsstrategie erfolgt durch Festlegungen in den Handlungsfeldern der Produktion:
1. Standort: Anzahl, Orte, Größe, Zusammenarbeit
2. Fertigungstiefe: Kernkompetenzen, Make-or-Buy, Know-how-Sicherung
3. Fertigungsmittel: Technologie, Auslastung, Flexibilität, Standardisierung, Spezialisierung, Automatisierung
4. Fertigungsstruktur/-Logistik: Segmentierung, Steuerung, Losgrößen, Fließprinzip, Fertigungslayout
5. Lieferanten: Anzahl, Kompetenzen, An- und Einbindung
6. Mitarbeiterstruktur: Anzahl, Qualifikation, Lohnkosten
7. Prozessgestaltung: Prozesse parallel oder sequenziell über die Einzelwerke gestalten, Kundenentkopplungspunkt

## Abgrenzung zum operativen Geschäft
Die Produktionsstrategie steht in einem Unternehmen nicht für sich alleine. Abgeleitet von der Unternehmensstrategie, ist sie eine Funktionalstrategie im Verbund mit anderen Teilstrategien im Unternehmen, zum Beispiel der Marketingstrategie, der Finanzstrategie oder der Strategie im Bereich Forschung und Entwicklung. In Abgrenzung zum operativen Geschäft umfasst die Strategie grundsätzliche, eher langfristige Entscheidungen und Festlegungen, die zudem oftmals andere Optionen ausschließen. Stellt sich ein Unternehmen zum Beispiel mit der Strategie „local for local“ bei seinen Produktionsstätten international in der Nähe seiner Kunden auf, ist dies eine langfristige Festlegung, da die Umsetzung umfangreich Ressourcen bindet. Zudem kann es nicht alle potentiellen Kostenvorteile durch maximale Konzentration der Fertigung (Skaleneffekt) realisieren und schließt dies somit aus.
Klar abzugrenzen sind auch die Begriffe Produktionskonzept, -methode, -verfahren mit denen der Begriff Produktionsstrategie häufig synonym verwendet wird.

## Hinweise zur Ausgestaltung
Als Teil der Unternehmensstrategie dient die Produktionsstrategie der Erreichung der Unternehmensziele und muss somit in ihrer Ausgestaltung ebenfalls das zugrunde liegende Geschäftsmodell unterstützen. Die Ausgestaltung in den oben genannten Handlungsfeldern kann jedoch je nach Produktbereich oder Produktfamilie variieren. Damit die Strategie schlüssig, also auch als Strategie erkennbar ist, sollten die Entscheidungen/Festlegungen in den genannten Handlungsfeldern aufeinander abgestimmt sein. Soll zum Beispiel ein Produkt von geringer Komplexität in sehr großen Stückzahlen mit kaum Varianz über einen langen Zeitraum produziert werden, dann bietet sich an, auf sehr spezialisierten Anlagen (kurze Taktzeiten) mit starrer Verkettung (keine Prozessverzweigung) an einem Standort mit niedrigen Kosten zu fertigen. Dieser Ansatz wird von D. Miller als Produktionsmittel-Intensität (engl. asset intensity) bezeichnet. Ein sehr flexibles Fertigungskonzept, dass i. d. R. viele hoch qualifizierte Mitarbeiter benötigt, wäre hier eher nicht sinnvoll, weil nicht erforderlich.
Umgekehrt wäre die beschriebene Strategie völlig unpassend, wenn das Produkt sehr komplex, die Varianz hoch wäre und man zudem auf Nachfrageschwankungen kurzfristig reagieren müsste. Dann würde das auf Kosteneffizienz getrimmte starre Fertigungskonzept (hoher Aufwand zum Rüsten und umbauen) mit den ggf. nicht genügend qualifizierten Mitarbeitern (Qualitätsprobleme) und die große Marktferne (hohe Reaktionszeit) zum Nachteil werden. Bei Miller findet man die Bezeichnung Produktionsmittel-Sparsamkeit (engl. asset parsimony).
Entscheidend ist also, dass die gewählte Produktionsstrategie zu den vorhandenen Strukturen (Unternehmensstruktur, Produktstruktur, Marktstruktur) sowie zu den anderen strategischen Festlegungen, insbesondere der Markt- und Wettbewerbsstrategie passt. Wenn zum Beispiel die Wettbewerbsstrategie auf differenzierte Produkte abzielt, dann kann die Produktionsstrategie nicht auf Massenfabrikation von identischen Gütern ausgerichtet werden.
Herausforderung ist zudem eine langfristig gültige Produktionsstrategie zu finden, welche operativ bei der Neuprodukteinführung auf die einzelnen Produktfamilien übersetzt werden kann.